# Spirit Island (Maligne Lake)
Spirit Island ist eine kleine (Halb-)Insel im Maligne Lake im Jasper-Nationalpark von Alberta in Kanada, unmittelbar südöstlich der Samson Narrows, einer nur 130 Meter breiten Engstelle etwa in der Mitte des fast 22 Kilometer langen Sees. Abhängig vom Wasserstand des Sees ist sie häufig durch eine schmale mit Gras bewachsene Landbrücke mit dem Ufer verbunden, so dass sie dann nur noch eine Halbinsel ist. 
Spirit Island ist die Hauptattraktion des Sees. Da dieser jedoch nur an seinem 14 km entfernten, nördlichen Ende mit einer Straße erschlossen ist, kann man sie nur mit einer Bootsrundfahrt, nach einer längeren Wanderung oder per Kajak erreichen. Die von Bäumen bewachsene Insel mit dem südlichen Teil des Sees und den Gipfeln der Rockies im Hintergrund zählt zu den bekanntesten Fotomotiven der Kanadischen Rocky Mountains.
Einer Legende der örtlichen Ureinwohner zufolge war die Insel der heimliche Treffpunkt eines jungen Liebespaares aus verfeindeten Stämmen. Als der Vater der jungen Frau von dieser Beziehung erfuhr, verbot er ihr, die Insel jemals wieder aufzusuchen. Ihr Liebhaber aber kehrte sein Leben lang immer wieder hierher zurück und wartete auf sie, bis er schließlich sogar an diesem Ort verstarb. Sein Geist soll heute noch auf dem Eiland umgehen und hat ihm so den Namen Spirit Island (zu deutsch Geisterinsel) verliehen.